# United Launch Alliance
United Launch Alliance (ULA) ist ein 2006 gegründetes Joint Venture der beiden US-amerikanischen Konzerne Boeing Defense, Space and Security und Lockheed Martin Space Systems für die gemeinsame Bedienung US-amerikanischer Regierungsbehörden mit Startdiensten der Trägerraketen Delta II, Delta IV und Atlas V. Jedoch ließ Boeing auch die kommerziellen Aufträge, die Boeing Launch Services für die Delta II erhielt, von der ULA ausführen.
Dabei sollten die Entwicklung, Produktion, Test und der Startbetrieb von Raketen zusammengelegt werden, um die Kosten zu senken, wobei die ULA mit jährlichen Einsparungen von 100 bis 150 Mio. US-Dollar für den amerikanischen Steuerzahler rechnet. Boeing und Lockheed Martin sind zu je 50 Prozent an der ULA beteiligt. Der Hauptsitz ist Denver, insgesamt hat das Unternehmen 2.700 Angestellte.

## Geschichte

### Gründung
Boeing und Lockheed Martin gaben im Mai 2005 Pläne bekannt, ein Joint Venture mit gleichen Anteilen für Raketenstart-Dienstleistungen zu gründen, nachdem sich die Unternehmen mit dem Verteidigungsministerium sowie anderen Auftragnehmern innerhalb der US-Regierung beraten hatte. Dieses sollte sich vor allem auf mittelschwere bis schwere Trägerraketen und Nutzlasten im Bereich der nationalen Sicherheit für die Regierung fokussieren. Die Unternehmen begründeten diese Transaktion, damit, dass zum einen mehrere hundert Millionen US-Dollar durch Einsparungen im Personalbereich. Weiterhin würde die Menge an Regierungsaufträgen zurückgehen, sodass beide Unternehmen schon mit reduzierter Produktionsgeschwindigkeit arbeiten. Die Unternehmen gaben auch an, dass die Regierung durch die Vergabe von Aufträgen an die ULA in Zukunft 100 bis 150 Millionen USD sparen könne. Ab August 2005 reichten Boeing und Lockheed Unterlagen zur wettbewerbsrechtlichen Prüfung bei der US-Kartellbehörde Federal Trade Commission (FTC) und der United States Air Force ein.
Am 19. Oktober 2005 verklagte SpaceX die beiden Unternehmen vor dem District Court für den Central District of California wegen der Gründung des Joint Ventures. Die Unternehmen würden SpaceX durch wettbewerbswidriges Verhalten vom Abschließen von Verträgen mit der Regierung abhalten. SpaceX forderte den Bundesrichter von Kalifornien dazu auf, die Gründung der ULA zu verhindern, da das Joint Venture ein Monopol darstellen würde. Das Unternehmen reichte auch beim Government Accountability Office Beschwerde dafür ein, dass die Regierung versuchen würde, Mitbewerber von Boeing und Lockheed Martin, wie SpaceX, von Aufträgen auszuschließen. Weiterhin kritisierten auch Interessenvertretungen von Steuerzahlern die Gründung eines solchen Monopols, das die Preise für Raketenstarts erhöhen würde.
Am 3. Oktober 2006 genehmigte die FTC den Zusammenschluss. Die Kommission stellte zwar fest, dass der Zusammenschluss andere Wettbewerber zwar einfacher ausstechen könnte, kam aber zu dem Entschluss, dass die Gewährleistung von militärischen Satellitenstarts für die nationale Sicherheit diese Bedenken überwiege. Es wurden auch Einschränkungen für die ULA erlassen, die etwa die Bevorteilung der Mutterunternehmen verbieten und die ULA zur Geheimhaltung von Geschäftsgeheimnissen zwingen. Das Verteidigungsministerium unterstützte im Vorfeld die Gründung des Joint Ventures.

### Erste Starts und Aufträge

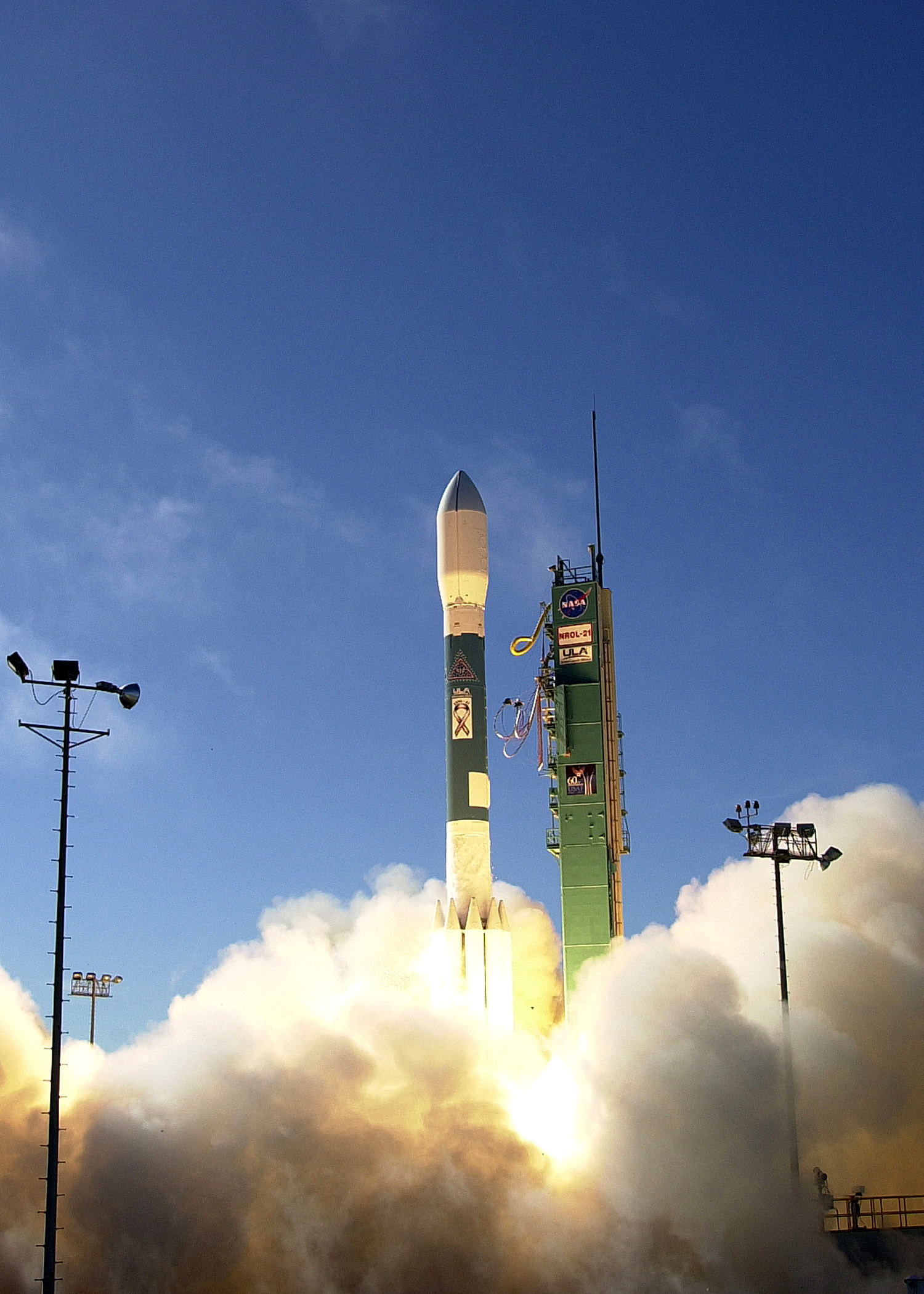
Start einer Delta II am 14. Dezember 2006

Die ULA nahm nach den Angaben auf ihrer Homepage offiziell am 1. Dezember 2006 den Betrieb auf. Die Leitung des Unternehmens übernahm Michael C. Gass als erster President und CEO. Gass war zuvor bei Lockheed Martin als Leiter des Atlas-Programms tätig. Als Chief Operating Officer wurde Daniel J. Collins von Boeing benannt. Der erste Start der ULA war der einer Delta-II-Rakete mit dem Spionagesatelliten USA-193 für das NRO am 14. Dezember 2006. Die Rakete startete vom Space Launch Complex 2W der Vandenberg Space Force Base und setzte die Nutzlast erfolgreich in den Orbit aus.
Ein Jahr nach Gründung verfügte die ULA nach eigenen Angaben über mehr als 4000 Angestellte und konnte in diesem Zeitraum elf Starts erfolgreich abschließen. Das Unternehmen verfügte über Produktionsstätten in Decatur, Harlingen und San Diego. Ende 2008 gab die ULA bekannt, dass man 350 Mitarbeiter im Februar 2009 entlassen werde; weitere im Verlauf des Jahres. Dies wurde mit einer abnehmenden Anzahl an Aufträgen und weniger Ausgaben der Regierung erklärt. Weiterhin wurde die Schließung eines Büros in Huntington Beach angekündigt.
Die US-Regierung schloss bis 2013 zwei verschiedene Verträge mit der ULA ab. Zum einen erhielt das Unternehmen im Rahmen eines „Festpreis“-Vertrags für jeden einzelnen Start Geld. Daneben wurde auch ein launch capability contract (deutsch Startfähigkeitsvertrag) abgeschlossen, der der ULA jährliche Zahlungen für die Bereithaltung von Startmöglichkeiten zusicherte. Durch diese auch ELC-Zahlungen genannten Zuwendungen in der Höhe von etwa einer Milliarde US-Dollar pro Jahr erhielt das US-Militär Zugang zum Weltraum. Im Rahmen des Commercial-Crew-Programms, erhielt die ULA 6,7 Millionen USD. Dieses Geld setzte das Unternehmen für die Entwicklung eines Emergency Detection System für bemannten Starts ein. Im Zeitraum bis 2013 brachte die ULA alle Nutzlasten erfolgreich in den Orbit.
Anfang 2014 wurde bekannt, dass die United States Air Force eine Vereinbarung mit der ULA getroffen hat, die die Bereitstellung von 36 Trägerraketen über einen Zeitraum von fünf Jahren umfasste. Daraufhin reichte SpaceX eine Klage gegen die Regierung ein, da die ULA als einziges Unternehmen Aufträge vom US-Militär erhielt. Weiterhin gab Elon Musk an, dass SpaceX die geplanten Starts zu einem günstigeren Preis anbieten könne. Im Januar 2015 ließ SpaceX die Klage fallen, da die Air Force mittlerweile auch Startmöglichkeiten für andere Mitbewerber anbiete.

### Leitung durch Tory Bruno

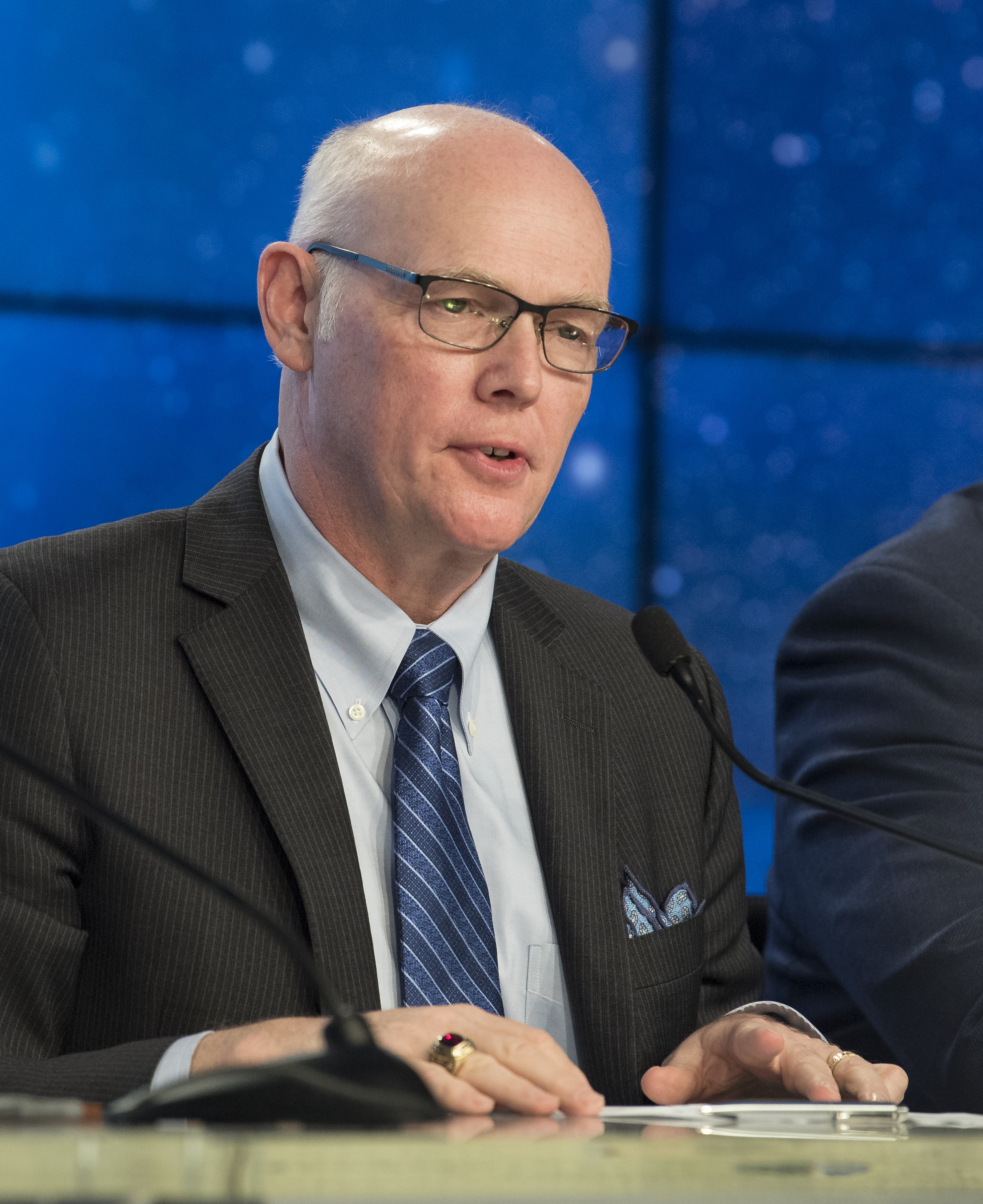
Tory Bruno im Dezember 2019

Im August 2014 wurde Salvatore „Tory“ Bruno als neuer President und CEO des Unternehmens ernannt. Bruno war Leiter der Abteilung Strategic and Missile Defense Systems bei Lockheed Martin und seit 1984 bei dem Unternehmen tätig.
Im Dezember 2014 beschloss der Kongress der Vereinigten Staaten, dass im Zuge von Spannungen mit Russland, die Verwendung von russischen Raketentriebwerken nicht mehr erlaubt ist. Die ULA konnte jedoch erwirken, dass die bereits in ihrem Besitz befindlichen RD-180-Triebwerke weiterhin verwenden durfte. Trotzdem tat sich die ULA mit Blue Origin zusammen, um das neue Raketentriebwerk BE-4 zu entwickeln. 2016 setzte der Kongress ein vollständiges Verbot des Triebwerks bei Missionen des US-Militärs ab 2022 durch.
Die ULA stellte im April 2015 den Entwurf der neuen Vulcan-Rakete vor. Ursprünglich war geplant, den ersten Start im Jahr 2019 durchzuführen. Dieser wurde schließlich erst im Januar 2024 durchgeführt.
Seit Ende 2023 gibt es verstärkt Überlegungen der Mutterunternehmen von ULA, das Unternehmen zu verkaufen. Im Dezember erhielt die ULA Angebote von dem Raumfahrtunternehmen Blue Origin und dem Investmentfonds-Managementunternehmen Cerberus. Auch der Mischkonzern Textron soll an einem Kauf interessiert gewesen sein.

## Produkte

### Vulcan

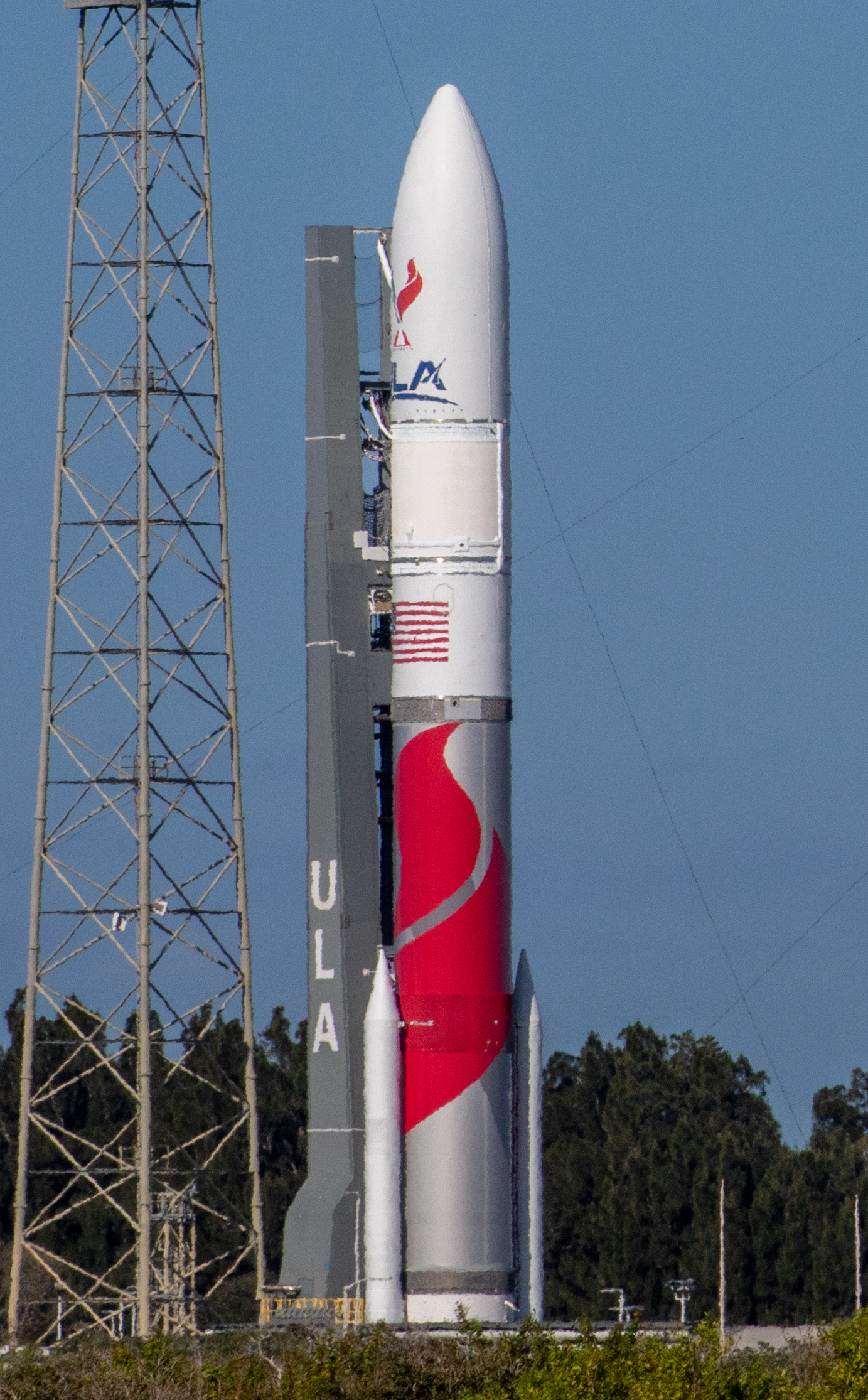
Die erste Vulcan auf dem Startplatz

Im April 2015 stellte die ULA ihre neu Rakete Vulcan vor, nachdem man im vorigen Jahr bekannt gegeben hatte, mit Blue Origin zusammen an dem neuen Raketentriebwerk BE-4 zu arbeiten. Dieses wurde schließlich bei der neuen Trägerrakete verwendet. Die Vulcan sollte die beiden älteren Raketentypen Atlas V und Delta IV ersetzen.
Die erste Stufe der Vulcan hat einen Durchmesser von 4,5 Metern und wird einem BE-4-Triebwerk angetrieben, das Flüssigerdgas (LNG) und Flüssigsauerstoff (LOX oder LO2) als Treibstoff verwendet. Das Triebwerk erreicht auf Meereshöhe eine Schubkraft von etwa 2446 kN. Bis zu sechs Booster können an der Stufe angebracht werden. Die GEM-63XL-Booster, eine Version der Booster der Atlas V, werden von Northrop Grumman hergestellt und bestehen aus einem Graphit-Epoxid-Verbundwerkstoff. Die Booster leisten im Vakuum eine maximale Schubkraft von 2044 kN und werden für etwa 90 Sekunden gezündet. Zusammen mit der Centaur-Oberstufe bildet die erste Stufe der Vulcan die als Vulcan Centaur bezeichnete Schwerlast-Trägerrakete. Die Oberstufe kam auch schon bei den Vorgängermodellen zum Einsatz, wird bei der Vulcan jedoch in einer Variation mit größerem Tank und RL10-Triebwerken, die Flüssigwasserstoff (LH2) und Flüssigsauerstoff von Aerojet Rocketdyne verwendet. Sie verfügt über eine Nennschubkraft von 106 kN.
Der erste Start einer Vulcan sollte ursprünglich 2019 stattfinden, verzögerte sich jedoch immer wieder. Der Start fand schließlich am 8. Januar 2024 statt. Als Nutzlast transportierte man den Mondlander Peregrine des US-amerikanischen Unternehmens Astrobotic Technology. Dieser sollte eigentlich am 23. Januar auf dem Mond landen, erreichte sein Ziel aufgrund eines Treibstofflecks jedoch nicht. Mit diesem Start absolvierte die Vulcan ihren ersten von zwei Zertifizierungsflügen, um Nutzlasten für das Verteidigungsministerium zu befördern.
Die ULA plant, die Vulcan so weiterzuentwickeln, dass sie in Zukunft teilweise wiederverwendbar sein soll. Dies soll nicht so funktionieren, wie es beim Starship der Fall ist, dass die Rakete oder ein Teil von ihr landet und danach für weitere Starts verwendet werden kann. Stattdessen soll die Oberstufe im Orbit verbleiben und dort Satelliten zu ihren Umlaufbahnen transportieren.

### Atlas V
Die Atlas V ist eine Trägerrakete für mittlere bis schwere Nutzlasten und das neueste Mitglied der Atlas-Raketenfamilie. Die Atlas V wurde von Lockheed Martin im Rahmen einer Ausschreibung der US-Regierung im Jahr 1994 entwickelt. Ziel war es eine kostengünstige Rakete zu entwickeln, die ein breites Spektrum an Nutzlasten transportieren konnte. Für die Entwicklung vergab die Air Force an Boeing für ihre Delta IV und an Lockheed Martin Zusicherungen für Starts. Der erste Start der Rakete erfolgte am 21. August 2002 statt mit dem Fernsehsatelliten Hot Bird 6 des europäischen Unternehmens Eutelsat als Nutzlast. Mit ihrer Gründung 2006, übernahm die ULA die Rakete.

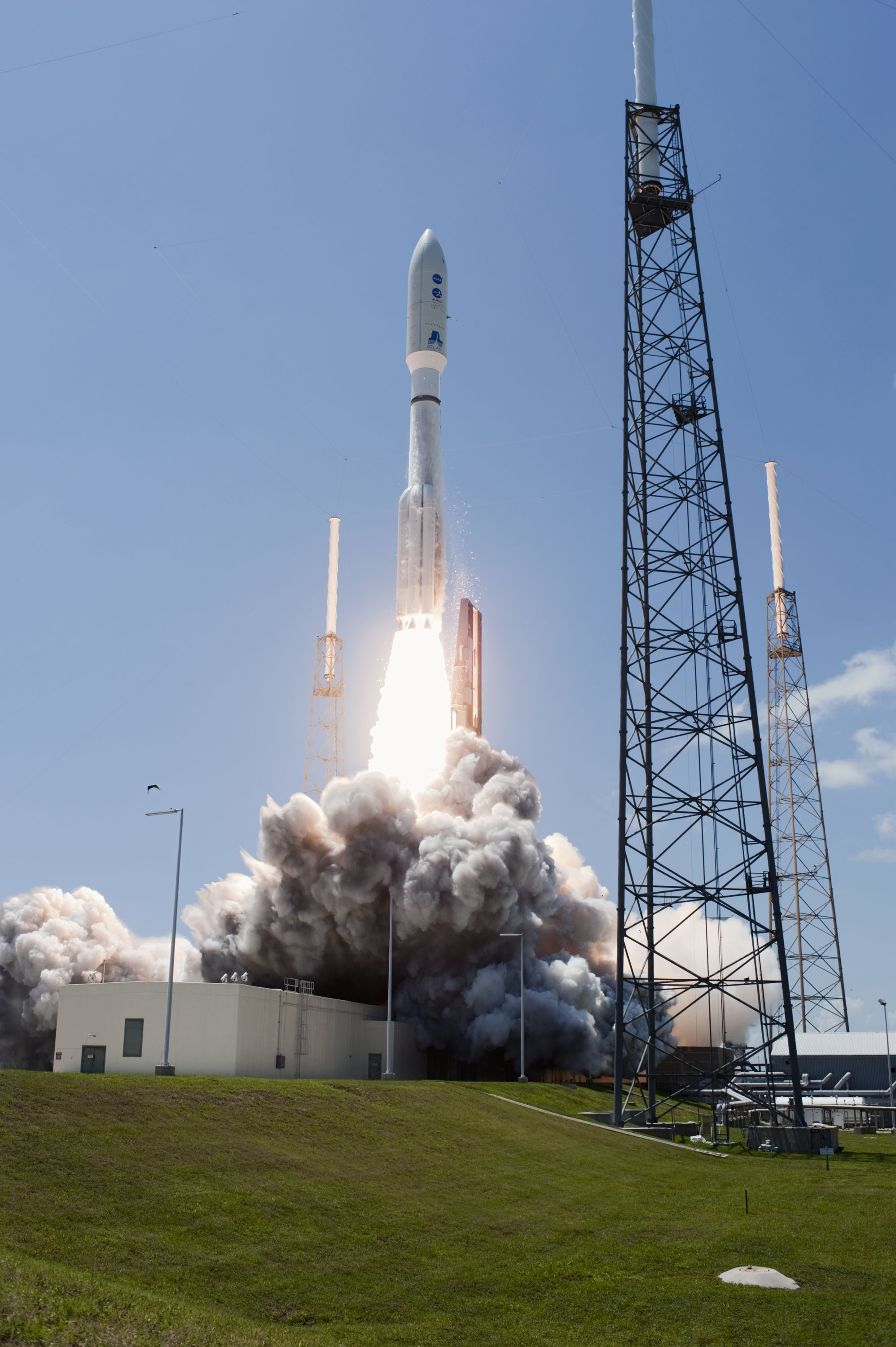
Start einer Atlas V mit Juno

Die Rakete besteht aus der Hauptstufe Common Core Booster, die 32,46 m hoch ist und einen Durchmesser von 3,81 m hat. Die Stufe verfügt über ein RD-180-Triebwerk, das von dem russischen Hersteller NPO Energomasch produziert wird. Dieses nutzt Flüssigsauerstoff und Petroleum als Treibstoff und erzeugt eine Schubkraft von 3826 kN. Die Rakete kann, um mehr Nutzlast zu transportieren, um bis zu fünf Feststoffbooster werden, die mit APCP betrieben werden, über eine Schubkraft von 1690 kN verfügen und für etwa 88,3 Sekunden gezündet werden. Als Oberstufe wird die Centaur-Oberstufe verwendet, die entweder mit einem oder zwei Triebwerken des Typs RL10 mit einem Schub von 99 kN pro Triebwerk ausgestattet ist. Für die Nutzlastverkleidung können je nach Größe der Nutzlast konfiguriert werden. Damit können bis zu 18.850 kg in den Low Earth Orbit transportiert werden.
Die Atlas V transportierte 53 Mal Militärsatelliten für die US-Regierung bis am 30. Juli der letzte Start eines Satelliten dieser Art stattfand. Daneben werden auch Nutzlasten für private Kunden sowie Raumfahrtorganisationen gestartet. Außerdem absolvierte die Rakete am 5. Juni 2024 mit dem Start von Boe-CFT ihren ersten bemannten Raumflug. Bis jetzt (Stand August 2024) schlug kein Start der Atlas V fehl.

### Centaur
Die Oberstufe Centaur wurde von General Dynamics und Astronautics Corp. der Air Force als Konzept vorgeschlagen. Ab 1957 begann die Entwicklung unter der Leitung von Krafft Ehricke. Der erste Start einer Centaur erfolgte am 8. Mai 1962, wobei die Oberstufe jedoch explodierte. Die Space Systems Division von General Dynamics, die mit der Entwicklung und dem Betrieb der Centaur betraut war, wurde 1994 an Martin Marietta verkauft, das 1995 zu Lockheed Martin fusionierte.
Die druckstabilisierten Treibstofftanks der Centaur bestehen aus Edelstahl und sind mit Flüssigwasserstoff und Flüssigsauerstoff befüllt. Die Centaur wird von einer oder zwei Triebwerken des Modells RL10 von Aerojet Rocketdyne betrieben. Diese besitzen eine Schubkraft von 99 kN. Die Centaur hat einen Durchmesser von 3,05 m und ist 12,68 m lang. Beladen mit Treibstoff wiegt die Oberstufe etwa 20.800 kg. Als Isolierung wird Schaumstoff mit optionalen Strahlungsschutzschilden verwendet.
Centaur wurde, in verschiedenen Versionen, bei Raketen der Atlas- und Titan-Reihe eingesetzt. Die Version mit zwei Triebwerken wird normalerweise nicht für Starts der Atlas V eingesetzt, wurde aber bei vorherigen Versionen anderer Raketen eingesetzt und kam bei der Atlas V für den Start des CST-100 Starliner zum Einsatz.

### Außer Dienst

#### Delta II

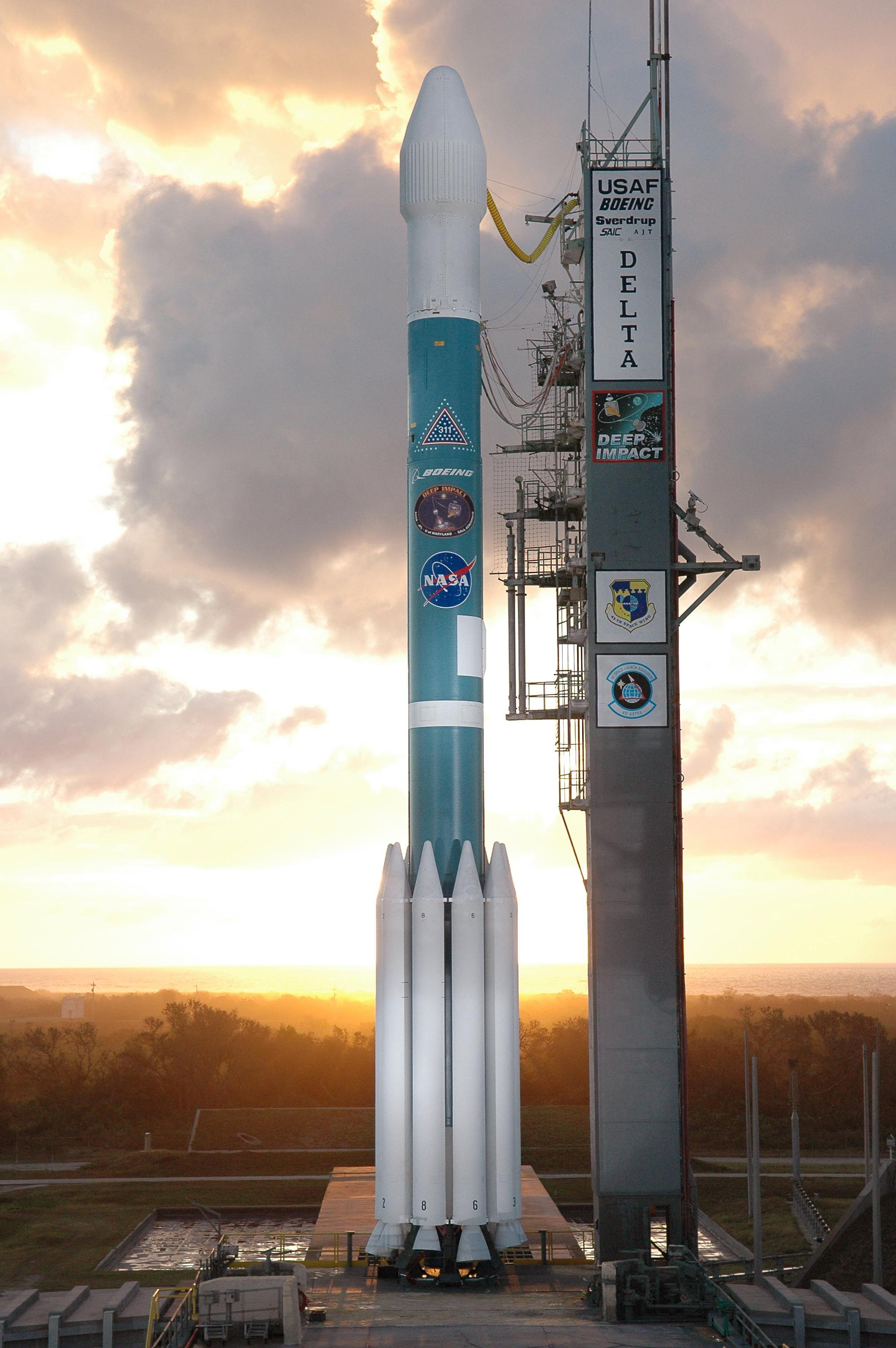
Eine Delta II auf der Startrampe

Die Delta II wurde nach dem Challenger-Unglück von 1986 entwickelt, als die US-Regierung beschloss, keine kommerziellen Nutzlasten mit den Space Shuttles zu befördern. Stattdessen wurde die Delta II von McDonnell Douglas auf Basis der Delta 3000 zu produzieren. Der erste Start erfolgte am 14. Februar 1989, bei dem neun GPS-Satelliten der Air Force transportiert wurden. 2006 übernahm die ULA die Produktion der Rakete.
Die erste Stufe der Delta II verwendete ein RS-27-Triebwerk von Aerojet Rocketdyne mit zwei Verniertriebwerken, die die Flugrichtung steuern, und einer Schubkraft von 890 kN. Als Treibstoff verwendet das Triebwerk ein Gemisch aus RP-1 und Flüssigsauerstoff und kann eine Schubkraft von 915 kN erzeugen. Die Variation RS-27A leistet bis zu 1054 kN Schub. Die als Extra-Extended Long Tank Thor bezeichnete Stufe war 26,1 m lang, hatte einen Durchmesser von 2,4 m und wog mit Treibstoff 101,8 t. Die Delta II konnte mit neun Boostern ausgestattet werden. Diese waren entweder vom Typ GEM-40 oder GEM-46 und konnten jeweils 645 bzw. 885 kN Schubkraft erzeugen. Die zweite Stufe war mit einem Triebwerk des Modells Aerojet AJ10-118K ausgestattet, das eine Schubkraft von 43 kN besaß und eine Treibstoffkombination aus Aerozin 50 und Distickstofftetroxid verwendete. Die dritte Stufe bestand aus einem optionalen Feststoffraketenmotor von ATK-Thiokol.
Ursprünglich sollte die Delta II 2011 ihren letzten Start absolvieren, wurde aber bis zum 15. September 2018 verwendet. Über einen Zeitraum von 30 Jahren startete die Delta II somit 155 Mal. Dabei waren 98,7 % der Starts erfolgreich.

#### Delta IV

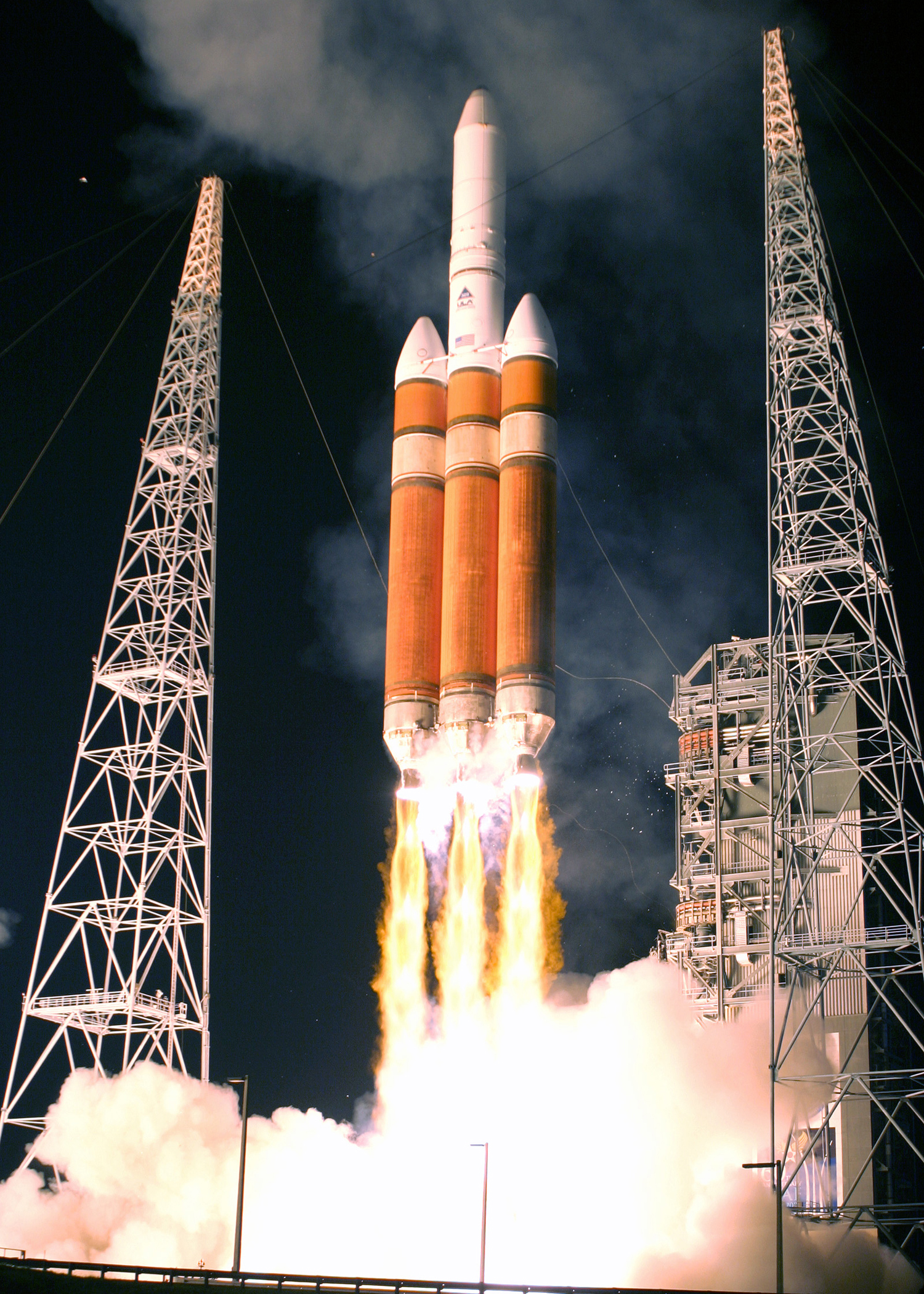
Start einer Delta IV Heavy

Die Delta IV war die letzte Rakete aus der Delta-Reihe. Im Rahmen einer Ausschreibung der US-Regierung im Jahr 1995, die für die Entwicklung einer Rakete als Konkurrenz zur Ariane 5 sorgen sollte, entwarf Boeing die Delta IV. Die Entwicklungskosten der Rakete beliefen sich auf etwa 2,7 Milliarden USD, wobei die Kosten teilweise durch die US-Regierung gedeckt wurden. Der erste Start einer Delta IV fand am 20. November 2002 statt, wobei der Kommunikationssatellit Eutelsat W5 transportiert wurde. Die Delta-IV-Familie verfügte über eine Medium-Variante, mehrere Medium+, sowie zwei Heavy-Varianten.
Die erste Stufe (Common Booster Core) war 36,6 m lang, hatte einen Durchmesser von 5,1 m und wog beladen etwa 231 t. Als Triebwerk wurde das Rocketdyne RS-68, und dessen Variante RS-68A, verwendet, das Flüssigwasserstoff und Flüssigsauerstoff als Treibstoff benutzte. Weiterhin konnten bis zu vier GEM-60-Feststoffbooster angebracht werden. Die zweite Stufe wurde in zwei Varianten mit vier und fünf Metern Länge verwendet. Angetrieben wurde sie jeweils von einer einem RL10B-2-Triebwerk, das ebenfalls LH2 und LOX als Treibstoff verwendete.
Nach 29 Starts absolvierte eine Delta IV Medium am 22. August 2019 ihren letzten Start. Die Delta IV Heavy startete das letzte Mal am 9. April 2024, nachdem die Rakete 16 Missionen seit ihrem ersten Start im Dezember 2004 geflogen ist. Insgesamt wurde die Delta IV also 45 Mal gestartet, wobei nur ein Start nicht erfolgreich verlief.

## Einrichtungen

### Firmenzentrale und Produktion

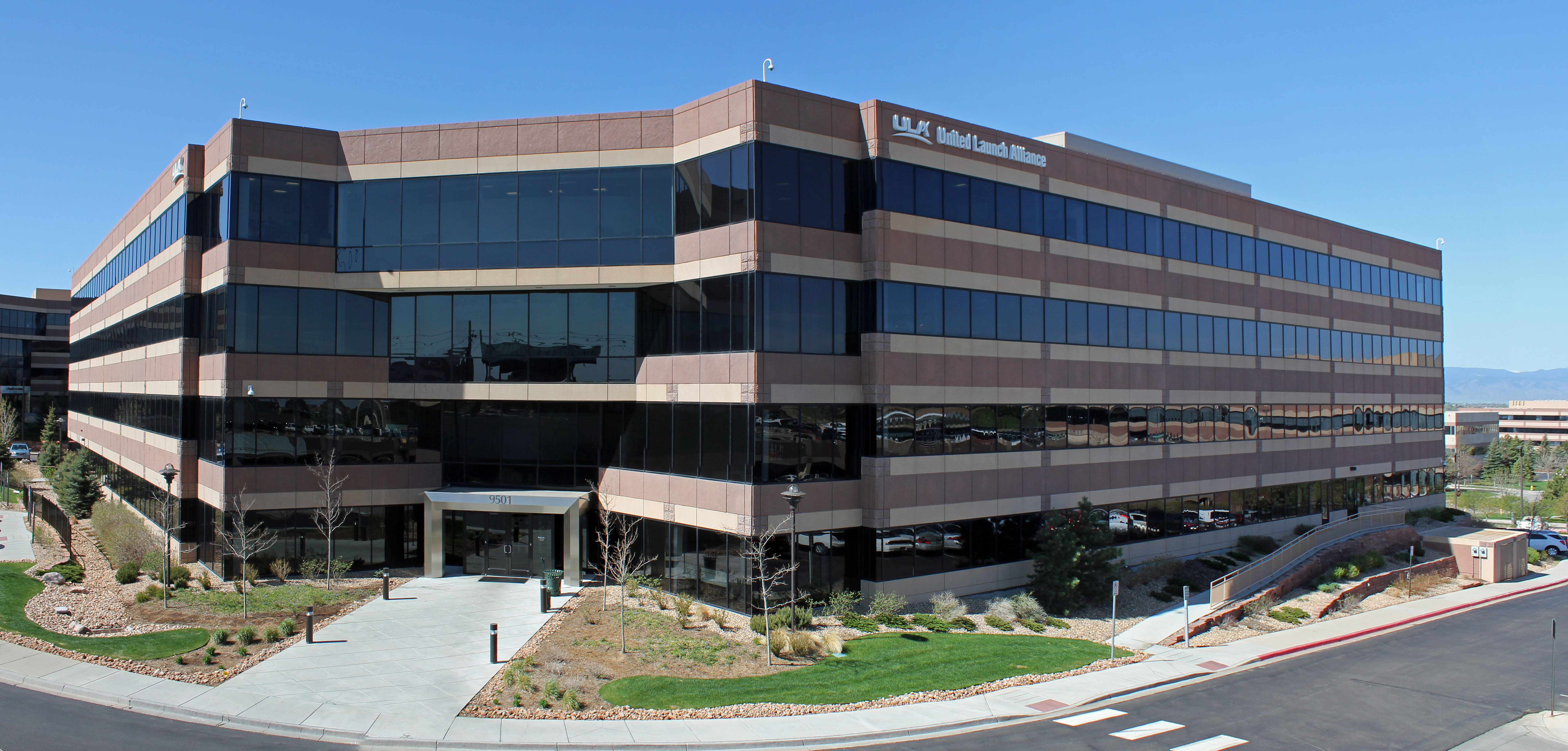
Firmenzentrale in Centennial

Der Hauptsitz der ULA befindet sich in Centennial, einem Stadtteil von Denver. Auf dem Campus in Centennial befinden sich ein Kontrollzentrum sowie mehrere Gebäude für Forschung. Die Gebäude mit insgesamt mehr als 50.000 m² Fläche mietete die ULA im Jahr 2010.
Die Produktionsstätten befinden sich in Decatur. Dort finden auch teilweise Montage und Integration der Raketen statt. Eine Produktionsstätte in San Diego, in der Teile für die Centaur-Oberstufe hergestellt wurden, wurde 2018 geschlossen. 2023 gab die ULA bekannt, dass man eine Produktionsstätte in Harlingen schließen werde. Im Februar 2024 wurde die Produktionsstätte in Decatur erweitert. Diese kostete das Unternehmen 300 Millionen USD und schuf für 200 Mitarbeiter Platz. Nach dem Ende der Starts der Delta-Reihe wurden die Produktionsstätten dieser Raketen für die Produktion der Vulcan umgebaut.

### RocketShip

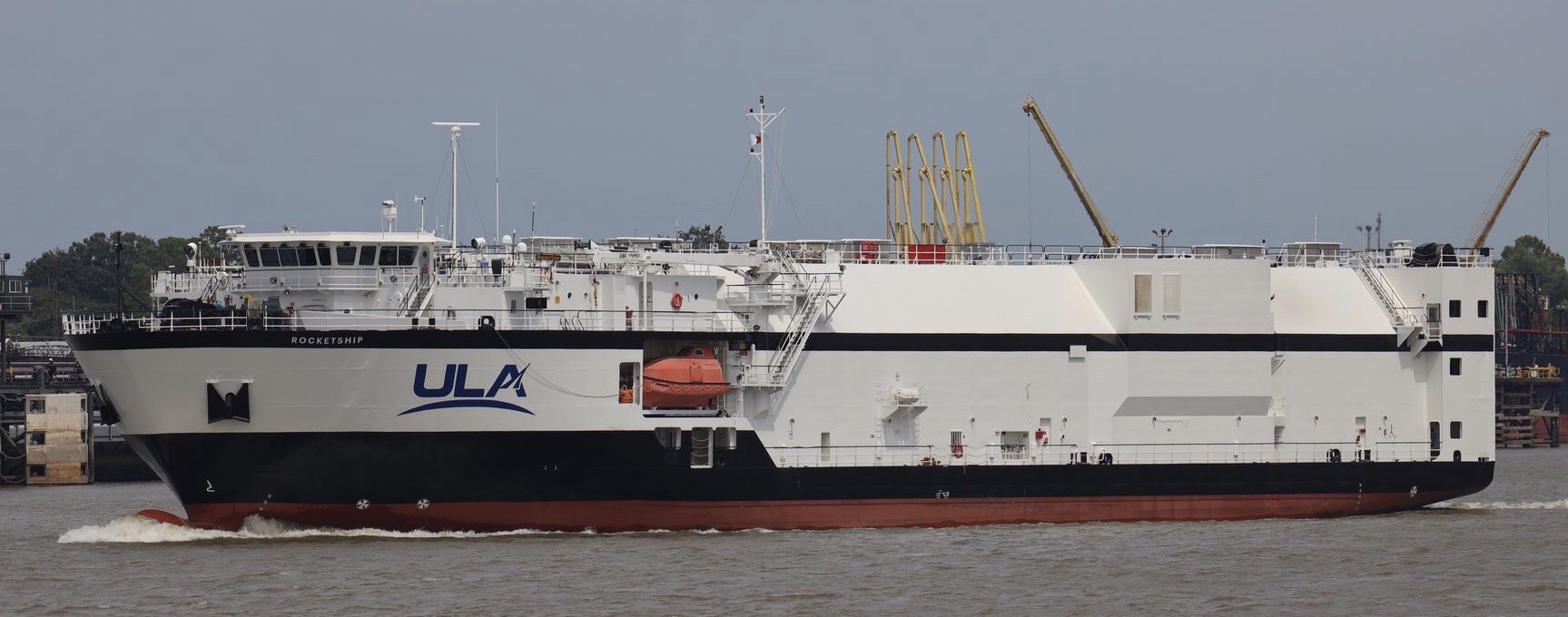
Das RocketShip nach der Umbenennung 2019

Das RocketShip ist ein Transportschiff für die Delta- und Atlas-Raketen der ULA. Ursprünglich als Delta Mariner bekannt, wurde das RoRo-Schiff von Halter Maritime gebaut. Es ist etwa 95 m lang und wiegt mehr als 86.000 Tonnen. Im August 2001 wurde das Schiff bei Boeing abgeliefert. Bei Boeing – und später für die ULA – wurde es bis 2011 dafür eingesetzt, die Delta IV zur Cape Canaveral Space Force Station und zur Vandenberg Space Force Base zu transportieren. Danach wurde auch die Atlas V mit dem Schiff zu den Startplätzen gebracht. 2019 wurde das Schiff in RocketShip umbenannt.

## Management
Den Posten des Chief Executive Officer übernahm nach der Gründung Michael Gass. Zuvor war dieser bei Lockheed Martin angestellt und arbeitete dort als Leiter der Abteilung für die Entwicklung der Atlas-Reihe. Als Chief Operating Officer wurde Daniel J. Collins von Boeing benannt. Im August 2014 gab die ULA bekannt, dass Gass mit sofortiger Wirkung zurücktritt. Daraufhin übernahm Tory Bruno die Leitung als CEO und President der ULA. Gass war bis Ende des Jahres weiterhin bei der ULA angestellt und beriet Bruno. Collins behielt seine Position als COO inne.
2016 wurde das Leitungsteam der ULA, das zuvor aus 40 Personen bestand, um zwölf Stellen verkleinert. Gleichzeitig akquirierte die ULA einige neue Mitarbeiter für das Management, beispielsweise kam Gary Wentz von der NASA.

## Startstatistik
Gezählt werden alle erfolgreichen orbitalen Raketenstarts ab der offiziellen Aufnahme des Betriebs am 1. Dezember 2006 (Stand: 1. Mai 2025).
| Jahr   | Delta II | Delta IV | Atlas V | Vulcan | Gesamt |
| ------ | -------- | -------- | ------- | ------ | ------ |
| 2006   | 1        | 0        | 0       |        | 1      |
| 2007   | 8        | 1        | 4       | 13     |        |
| 2008   | 5        | 0        | 2       | 7      |        |
| 2009   | 8        | 3        | 5       | 16     |        |
| 2010   | 1        | 3        | 4       | 8      |        |
| 2011   | 3        | 3        | 5       | 11     |        |
| 2012   | 0        | 4        | 6       | 10     |        |
| 2013   | 0        | 3        | 8       | 11     |        |
| 2014   | 1        | 4        | 9       | 14     |        |
| 2015   | 1        | 2        | 9       | 12     |        |
| 2016   | 0        | 4        | 8       | 12     |        |
| 2017   | 1        | 1        | 6       | 8      |        |
| 2018   | 1        | 2        | 5       | 8      |        |
| 2019   |          | 3        | 2       | 5      |        |
| 2020   | 1        | 5        | 6       |        |        |
| 2021   | 1        | 4        | 5       |        |        |
| 2022   | 1        | 7        | 8       |        |        |
| 2023   | 1        | 2        | 3       |        |        |
| 2024   | 1        | 2        | 2       | 5      |        |
| 2025   |          | 1        | 0       | 1      |        |
| Gesamt | 30       | 38       | 94      | 2      | 164    |